# Boortsog
Il boortsog, anche detto boorsoq, bagirsaq o baursaq (in kazako бауырсақ?, baýyrsaq; in kirghiso боорсок?, boorsok; in mongolo боорцог, traslitterato pɔːrts əq; in tataro бавырсак; in latino bawırsaq; in uzbeco бўғирсоқ?, boʻgʻirsoq) è un tipo di pane dolce e fritto tipico della Mongolia e del Kazakistan.
Il boortsog è composto da pagnotte di pasta fritta, sferiche o triangolari con un impasto a base di farina, lievito, latte, uova, margarina, sale, zucchero e grassi. In Turchia, altro luogo in cui vengono consumati, i boortsog fungono da accompagnamento alla ciorbă, una zuppa di carne.